# Sclerodermataceae
Sclerodermataceae är en familj av svampar i ordningen Boletales.
Till familjen räknas minst två släkten:
- Pisolithus
- Scleroderma

Enligt Dyntaxa är familjens svenska trivialnamn rottryfflar. Enligt Nationalencyklopedin används namnet rottryfflar endast för släktet Scleroderma.